# Souchon dans l'air
 (avril 2018).
Si vous disposez d'ouvrages ou d'articles de référence ou si vous connaissez des sites web de qualité traitant du thème abordé ici, merci de compléter l'article en donnant les références utiles à sa vérifiabilité et en les liant à la section « Notes et références ».
Albums de divers artistes
(voir la liste des titres)
Souchon dans l'air, vol. 2
(2018)
Souchon dans l'air est une compilation, sortie en 2017, de plusieurs artistes français qui reprennent les chansons de l'auteur-compositeur-interprète français Alain Souchon.
Cette compilation est suivie d'un deuxième volume, Souchon dans l'air, vol. 2, sortie en 2018.

## Liste des titres
Toutes les chansons sont écrites et composées par Alain Souchon et/ou Laurent Voulzy.
| No  | Titre                      | Interprètes       | Durée |
| --- | -------------------------- | ----------------- | ----- |
| 1.  | Foule sentimentale (Intro) | Chilly Gonzales   | 1:47  |
| 2.  | Quand j'serai K.O.         | Mathieu Boogaerts | 3:34  |
| 3.  | Le Baiser                  | Vanessa Paradis   | 4:08  |
| 4.  | J'ai dix ans               | Arthur H          | 3:00  |
| 5.  | La Ballade de Jim          | Izia              | 4:07  |
| 6.  | Y'a d'la rumba dans l'air  | Philippe Katerine | 2:58  |
| 7.  | La vie ne vaut rien        | Benjamin Biolay   | 3:32  |
| 8.  | Ultra moderne solitude     | Juliette Armanet  | 4:10  |
| 9.  | Et si en plus y'a personne | Jean-Louis Aubert | 4:17  |
| 10. | Sous les jupes des filles  | M                 | 4:01  |
| 11. | Poulaillers' Song          | Oxmo Puccino      | 2:50  |
| 12. | Rame                       | Jeanne Cherhal    | 4:03  |
| 13. | Bidon                      | Tété              | 3:49  |
| 14. | Allô maman bobo            | Brigitte          | 3:01  |